# خنت‌کاوس سوم
خنت‌کاوس سوم (انگلیسی: Khentkaus III؛ زنده و فعال در حوالی ۲۴۵۰ پیش از میلاد) یک ملکه همسر در مصر باستان بود که در دوران حکمرانی دودمان پنجم مصر زندگی می‌کرد.
وی احتمالاً دختر فرعون نفریرکارع کاکای و ملکه خنت‌کاوس دوم، همسر نفرفرع و مادر احتمالی منکاوحور کایو و شاید شپسس‌کارع بود.
مقبرهٔ او را باستان‌شناسانی از جمهوری چک در ۴ ژانویهٔ ۲۰۱۵ کشف و رسماً به دولت مصر اعلام کردند. مقبرهٔ دو ملکه دیگر به نام خنت‌کاوس قبلاً کشف شده بود. گور او که در ابو صیر کشف شد، ای‌سی۳۰ نام گرفت. نام و رتبه خنت‌کاوس سوم، احتمالاً توسط سازندگان، بر روی دیوارهای داخلی مقبره حک شده است. محل دفن او مصطبه‌ای با یک اتاق دفن زیرزمینی است که از طریق یک چاه قابل دسترسی است.